# Ebegomphus
Ebegomphus is een geslacht van libellen (Odonata) uit de familie van de rombouten (Gomphidae).

## Soorten
Ebegomphus omvat 5 soorten:
- Ebegomphus conchinus (Williamson, 1916)
- Ebegomphus demerarae (Selys, 1894)
- Ebegomphus minutus (Belle, 1970)
- Ebegomphus pumilus (Belle, 1986)
- Ebegomphus schroederi (Belle, 1970)